# روزی روزگاری در چین ۲
روزی روزگاری در چین ۲ (به انگلیسی: Once Upon a Time in China II) یک فیلم سینمایی هنگ کنگی در ژانر فیلم رزمی محصول سال ۱۹۹۲ به کارگردانی و نویسندگی تسوی هارک با بازی جت لی درنقش وانگ فی-هونگ استاد هنرهای رزمی قوم هان است. این فیلم دومین قسمت از سری فیلم‌های روزی روزگاری در چین می‌باشد.